# Monument national à la Résistance du plateau des Glières
Le monument national à la Résistance du plateau des Glières est une sculpture monumentale d'Émile Gilioli située sur le plateau des Glières, sur la commune de Glières-Val-de-Borne (anciennement Petit-Bornand-les-Glières) en Haute-Savoie. Il rend hommage à l'action du maquis des Glières. Son inauguration le 2 septembre 1973 a été l'occasion d'un célèbre discours d'André Malraux. Depuis le 10 mars 2003, l'édifice possède le label « Patrimoine du XXe siècle » et est classé monument historique depuis le 27 mai 2020.

## Histoire

### Construction
Au début de 1971, l'Association des rescapés des Glières exprime sa volonté de voir ériger un monument rappelant les événements survenus sur le site. Une souscription permet de réunir les fonds nécessaires. Elle lance un concours auquel répondent 74 artistes. Le jury était constitué de cinq maquisards des Glières et de quatre spécialistes en matière artistique dont Bernard Dorival et Hans Hartung.
Etienne Schoendoerffer, ingénieur des Arts et Métiers établit le cahier des charges et imagine les solutions techniques qui permettront de respecter les volontés de l'artiste. Ses calculs essentiels à la réussite du projet s'inscrivent dans des plans datés du 2 août 1972.
Le chantier est installé le 1er juin 1973 sur un terrain offert à cet effet par le comte Jean-François de Roussy de Sales. Il est confié à l'entreprise de BTP Barrachin, basée à Thônes. La première coulée de béton est programmée pour le 20 juin, mais la nuit du 19 au 20, l'hiver lance un dernier assaut et le chantier est recouvert de 15 cm de neige et la température descend nettement en dessous de 0°. Le chantier est achevé le 30 août 1973. Émile Gilioli signe son œuvre en apposant de chaque côté du monument deux gargouilles.
Le 2 septembre 1973, au pied du monument, le soleil dans les yeux, André Malraux prononce ces mots : « [...] et maintenant le grand oiseau blanc de Gilioli a planté ses serres ici, avec son aile d'espoir, son aile amputée de combat, et entre elles son soleil levant. »

### Protection
Le monument est inscrit au titre des monuments historiques le 27 mai 2020 avec la notification : « Considérant que le monument présente au point de vue de l'histoire et de l'art un intérêt suffisant pour en rendre désirable la préservation en raison du fait que ce monument, qui s'ancre à la fois dans l'histoire de la Résistance sur le plateau et l'histoire de la Résistance en général, présente une forte charge symbolique, soulignée par les éléments conceptuels composant l’œuvre elle-même, cette œuvre monumentale d'une grande technicité représentant l'aboutissement de la réflexion artistique d'Émile Gilioli ».

## Description
Posée directement sur l'alpage, à 1 440 m d'altitude, comme l'a voulu E. Gilioli la masse blanche de 385 tonnes de béton semble prête à s'envoler. « Ce monument s’élance tel un V de la victoire. Une des deux flèches monte vers le ciel en signe d’espérance. Il en sort un disque solaire, symbole de renaissance, celle de la liberté. ».
Le V a une longueur de 20,30 m, une hauteur de 16,80 m, une largeur de 4 m. Les parois sont épaisses de 15 cm. Le disque a un diamètre de 7,50 m et il est d'une largeur de 2,50 m, son poids égale les 65 t. Il constitue l'une des prouesses de la réalisation et sa construction a débuté le 16 août 1973. L’artiste a voulu donner l'impression que ce disque était en suspension et le fit poser 2 cm au-dessus du V.
L'architecte-sculpteur désire marier la matière minérale du monument avec la nature environnante et favoriser le jeu de lumière sur la surface. Il demande donc que les planches de coffrage laissent une empreinte dans le béton. Chaque planche est donc sablée à la silice sous haute pression qui creuse les veines tendres du bois et laisse apparaître les veines dures.
À l'intérieur de l'édifice, on trouve la devise du maquis : « Vivre libre ou mourir », des textes gravés ainsi qu'une statue de Jeanne d'Arc qu'Émile Gilioli avait réalisé originellement pour la ville de Florence.